# Hakerudstjärnet
Hakerudstjärnet är en sjö i Bengtsfors kommun i Dalsland och ingår i Göta älvs huvudavrinningsområde. Sjön har en area på 0,201 kvadratkilometer och ligger 132,5 meter över havet.

## Delavrinningsområde
Hakerudstjärnet ingår i det delavrinningsområde (655578-130154) som SMHI kallar för Mynnar i Östra Silen. Medelhöjden är 167 meter över havet och ytan är 16,41 kvadratkilometer. Det finns ett avrinningsområde uppströms, och räknas det in blir den ackumulerade arean 20,54 kvadratkilometer. Solviksälven som avvattnar avrinningsområdet har biflödesordning 4, vilket innebär att vattnet flödar genom totalt 4 vattendrag innan det når havet efter 249 kilometer. Avrinningsområdet består mestadels av skog (85 procent). Avrinningsområdet har 1,11 kvadratkilometer vattenytor vilket ger det en sjöprocent på 6,7 procent.